# (2139) Makharadze
(2139) Makharadze (1970 MC; 1928 TF; 1955 SS1; 1955 UA1; 1970 PJ; 1974 QN; 1977 ER1; A924 RB) ist ein Asteroid des inneren Hauptgürtels, der zur Hertha-Familie gehört und am 30. Juni 1970 von Tamara Michailowna Smirnowa am Krim-Observatorium entdeckt wurde.

## Benennung
Der Asteroid wurde nach der Freundschaft zwischen Georgiern und Ukrainern benannt. Makharadze ist der alte Name der georgischen Stadt Osurgeti. Sie ist die Partnerstadt der ukrainischen Stadt Henitschesk, nach der der Asteroid (2093) Genichesk benannt wurde.